# قبر ام الهیشه
قبر ام الهیشه (به عربی: قبر أم الهیشة) یک منطقهٔ مسکونی در لیبی است که در استان واحات واقع شده‌است. قبر ام الهیشه ۲۵۲ متر بالاتر از سطح دریا واقع شده‌است.